# Dyschoriste radicans
Dyschoriste radicans là một loài thực vật có hoa trong họ Ô rô. Loài này được (Hochst. ex A.Rich.) Nees mô tả khoa học đầu tiên năm 1847.